# Aeroportul Internațional Beijing Daxing
Aeroportul Internațional Beijing Daxing (IATA: PKX, ICAO: ZBAD), situat la granița dintre Beijing și Langfang, Provincia Hebei, este al doilea aeroport internațional din Beijing, China. Acesta a fost poreclit „steaua de mare”. Construcția a fost finalizată pe 30 iunie 2019, iar activitatea a început pe data de 26 septembrie 2019.

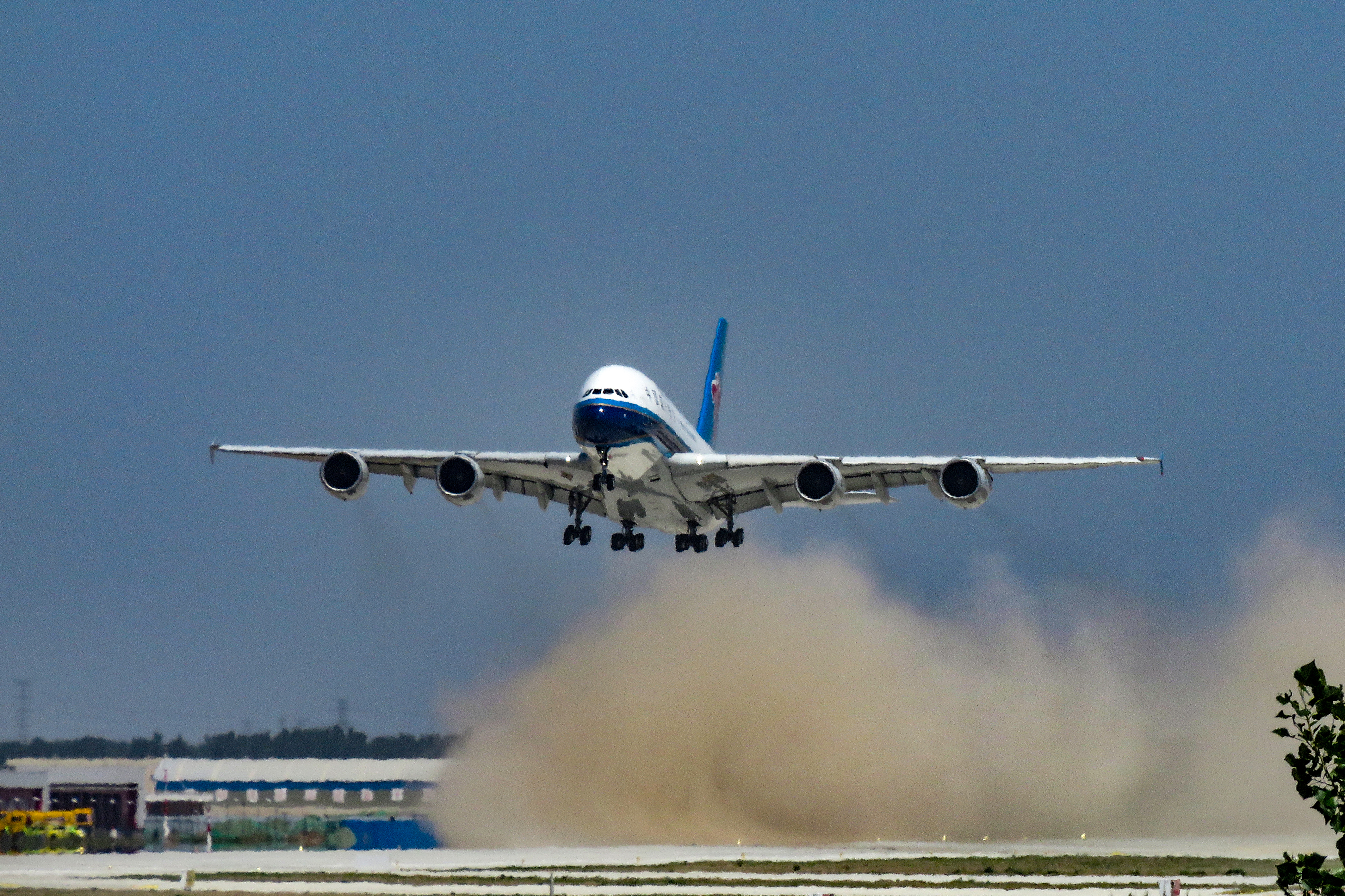
Un Airbus A380-800 al China Southern Airlines decolează de la PKX (13 mai 2019).

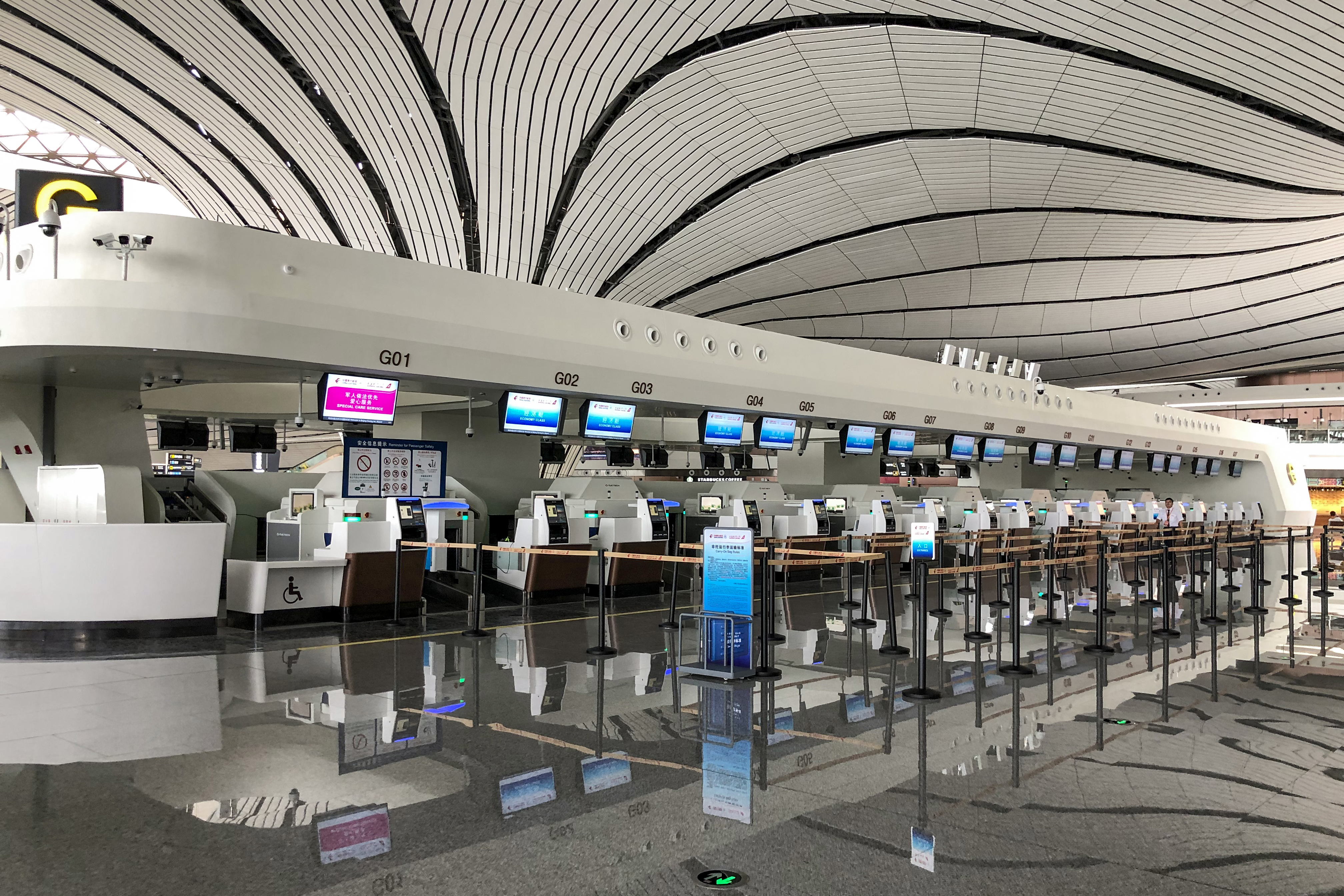
Ghișeele de check-in ale China Eastern Airlines

Aeroportul este la 46 km la sud de Piața Tiananmen, 26 km vest de centrul orașului Langfang, 50 km nord-est de Xiong'an și 65 km sud de Aeroportul Internațional Beijing. Aria de deservire acoperă Beijing, Tianjin și Hebei. Este un hub pentru liniile aeriene parte a alianței SkyTeam și unele membre Oneworld, în timp ce majoritatea membrilor Star Alliance au rămas să opereze pe vechiul aeroport Beijing, precum și Hainan Airlines.
După aproape cinci ani de construcție la un cost de RMB¥ 80 de miliarde (US$11,4 miliarde), aeroportul are un terminal de 700.000 m2, cel mai mare terminal cu o singură clădire din lume, pe un teren de 47 km2.

## Istoric
Un al doilea aeroport pentru Beijing a fost propus în 2008. În 2012, Aeroportul Internațional Beijing era deja utilizat aproape de capacitatea maximă proiectată.

### Propuneri inițiale
Reportajele mass-media timpurii, din septembrie 2011, sugerau că noul aeroport ar putea avea până la 9 piste: 8 piste de aviație civilă, plus o pistă dedicată pentru uz militar. Aeroportul urma să înlocuiască Aeroportul Internațional Beijing (care a avut 83 de milioane de pasageri în 2013, fiind al doilea cel mai aglomerat din lume) ca principalul aeroport din Beijing și astfel să fie cel mai mare din China. Aeroportul a fost planificat pentru a putea manevra între 120 și 200 de milioane de pasageri pe an, ceea ce, în cazul în care capacitatea era utilizată pe deplin, l-ar face cel mai aglomerat aeroport din lume după traficul de pasageri, depășind cu mult Aeroportul Atlanta Hartsfield–Jackson.
A fost construit pentru a reduce congestia de pe Aeroportul Internațional Beijing Capital (PEK) și pentru a servi ca un hub de transport important pentru regiune. Multe companii aeriene s-au mutat de la PEK la PKX.

### Inaugurare

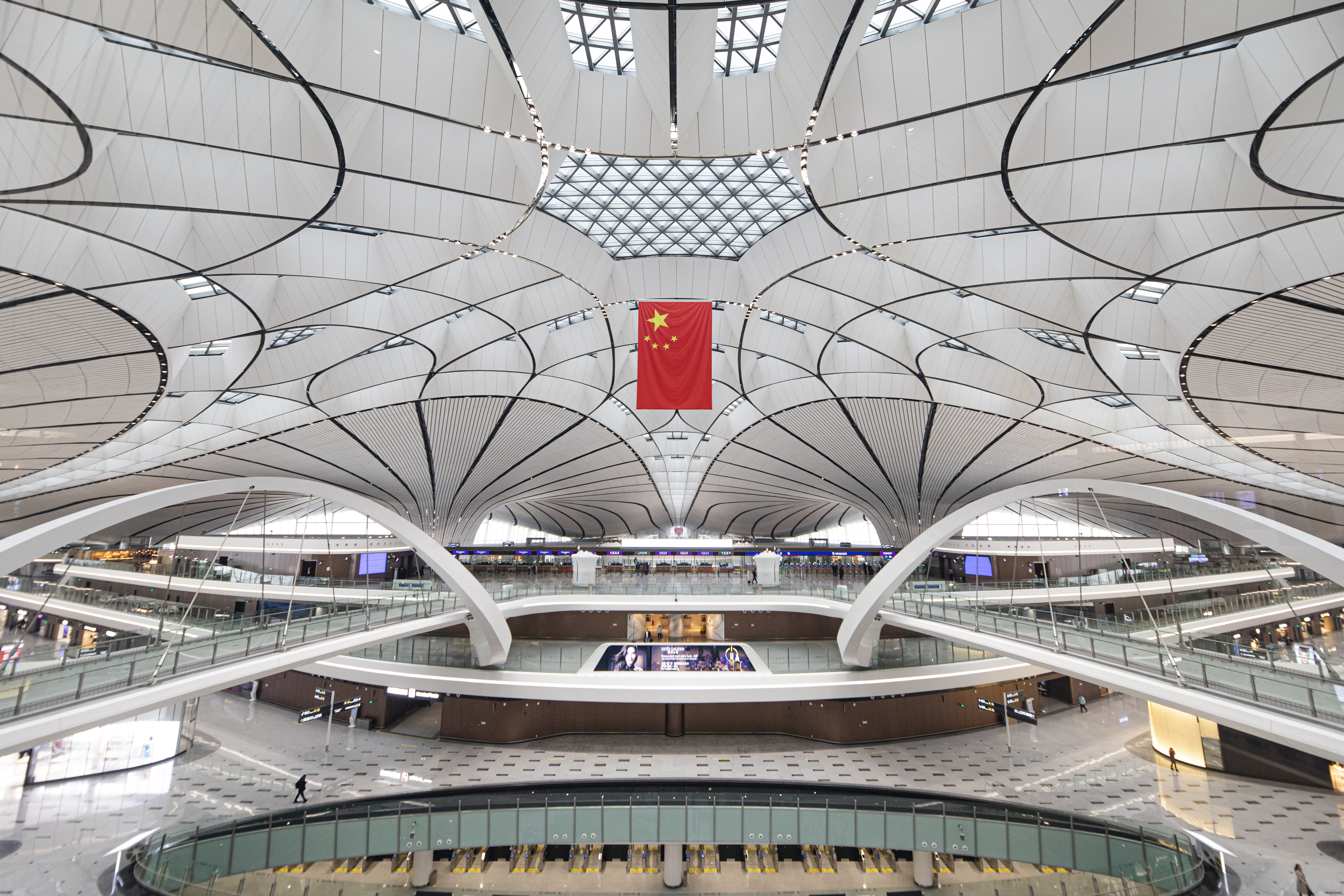
Atrium de aeroport în cazul în care ceremonia de deschidere a avut loc

Aeroport a fost deschis pe 25 septembrie 2019, cu doar șase zile înainte de aniversarea a 70 de ani de Republica Populară Chineză, într-o ceremonie la care a participat președintele chinez și Secretarul General al Partidului Comunist, Xi Jinping. Zborurile inaugurale a șapte companii aeriene chineze au început mai târziu după-amiază, primul zbor oficial fiind operat cu un Airbus A380 de către China Southern Airlines. Zborurile publice au început în ziua următoare, pe 26 septembrie 2019. Primul zbor comercial a aterizat la Beijing Daxing la 10:12 (UTC+8) pe 26 septembrie 2019.
În aceeași zi cu deschiderea Aeroportului Daxing, Aeroportul Beijing Nanyuan, cel mai vechi aeroport din China, a fost închis. Un aerodrom militar va co-exista în Daxing, cum a fost și cazul în Nanyuan.

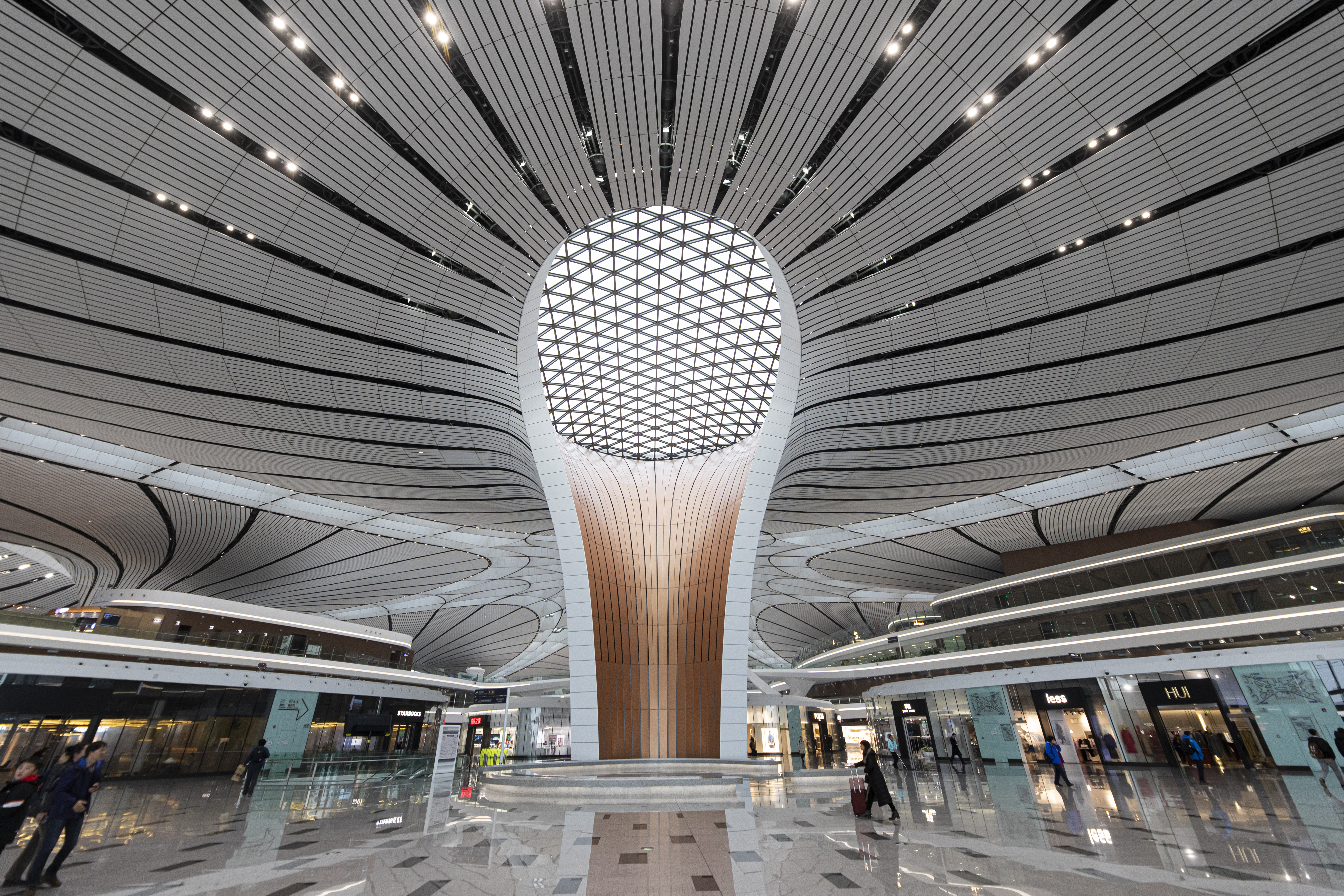
Interiorul Aeroportului Beijing Daxing

Pe 25 octombrie 2020, China Southern Airlines și-a transferat toate zborurile la Beijing Daxing.

## Transport terestru
Aeroportul este legat de oraș prin diferite mijloace de transport, iar în acest scop a fost construit un centru de transport terestru sub clădirea terminalului. Acesta conține două stații de cale ferată (pentru linia intercity Beijing–Xiong'an și Intercity Railway Conector) și trei stații de metrou (Daxing Airport Express, Linia 20 (Linia R4) și o altă linie de metrou planificată). În prezent, doar una din liniile de metrou (Daxing Airport Express) și una din liniile de cale ferată (Beijing–Xiong'an) sunt în funcțiune. Aeroportul este, de asemenea, deservit de un sistem de autostrăzi, precum Drumul expres Aeroportul Beijing Daxing și Drumul expres Aeroportul Beijing Daxing Linia de Nord, prin care este legat de orașul Beijing.

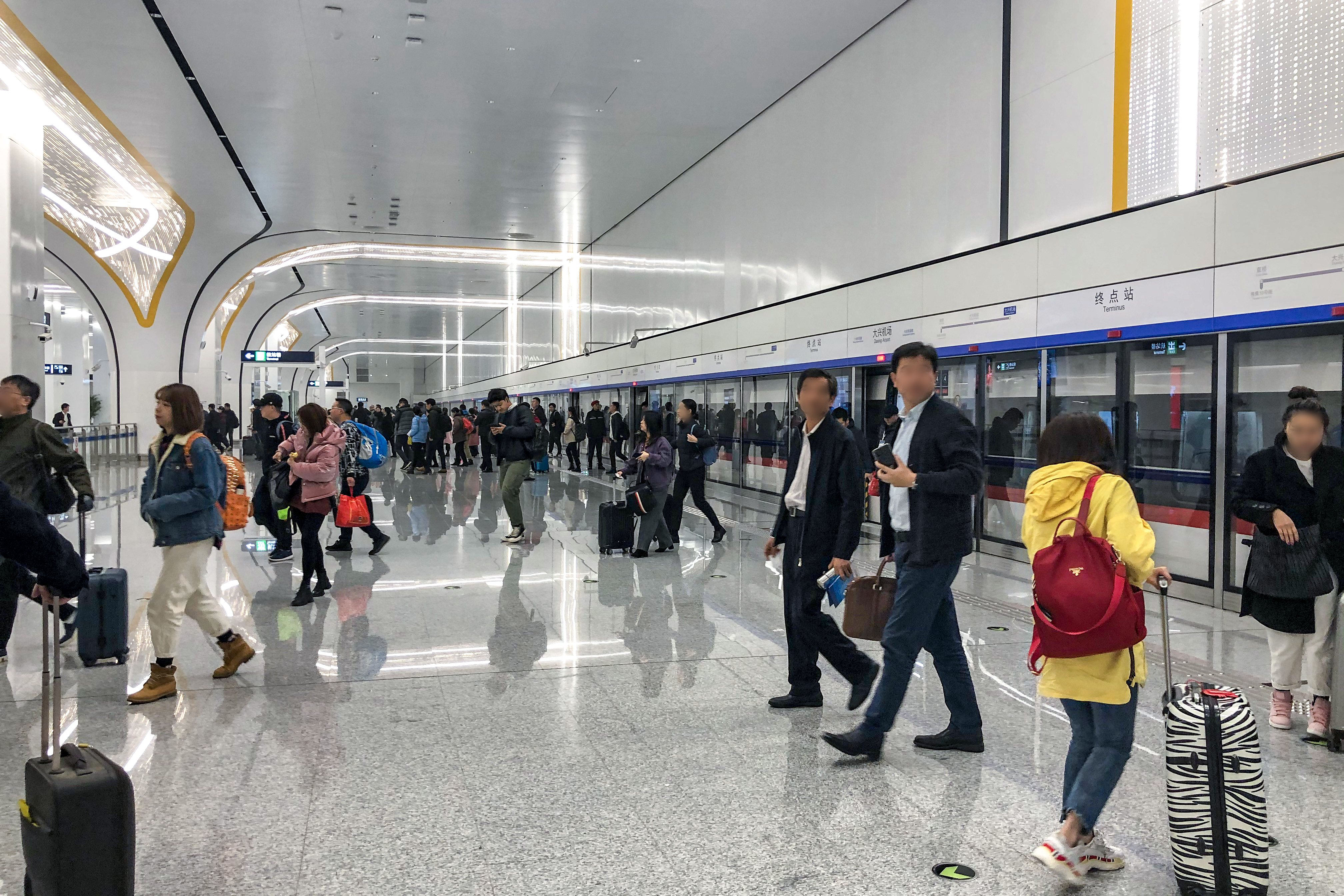
Peronul stației de metrou.